# Павле (конзул 496. године)
Флавије Павле ( грчки : Παυλος фл. 496. године) био је политичар из Источног римског царства .

## Породица
Павле је био брат цара Анастасија I. Његова породица је била илирска, а он је био син Помпеја (рођен око 410. године ), племић из Дирахијума, и Анастасије Константине (рођена око 410. године ), аријанац и праунука римског цезара Констанција Гала и његове жене Константине (ћерке римског Светог цара Константина I Великог).

## Живот
Године 496. постављен је за конзула без колеге. Оженио се Магном; имали су ћерку Ирину, која се удала за цара Олибрија, члана Теодосијеве династије .